# Rio Cebollatí

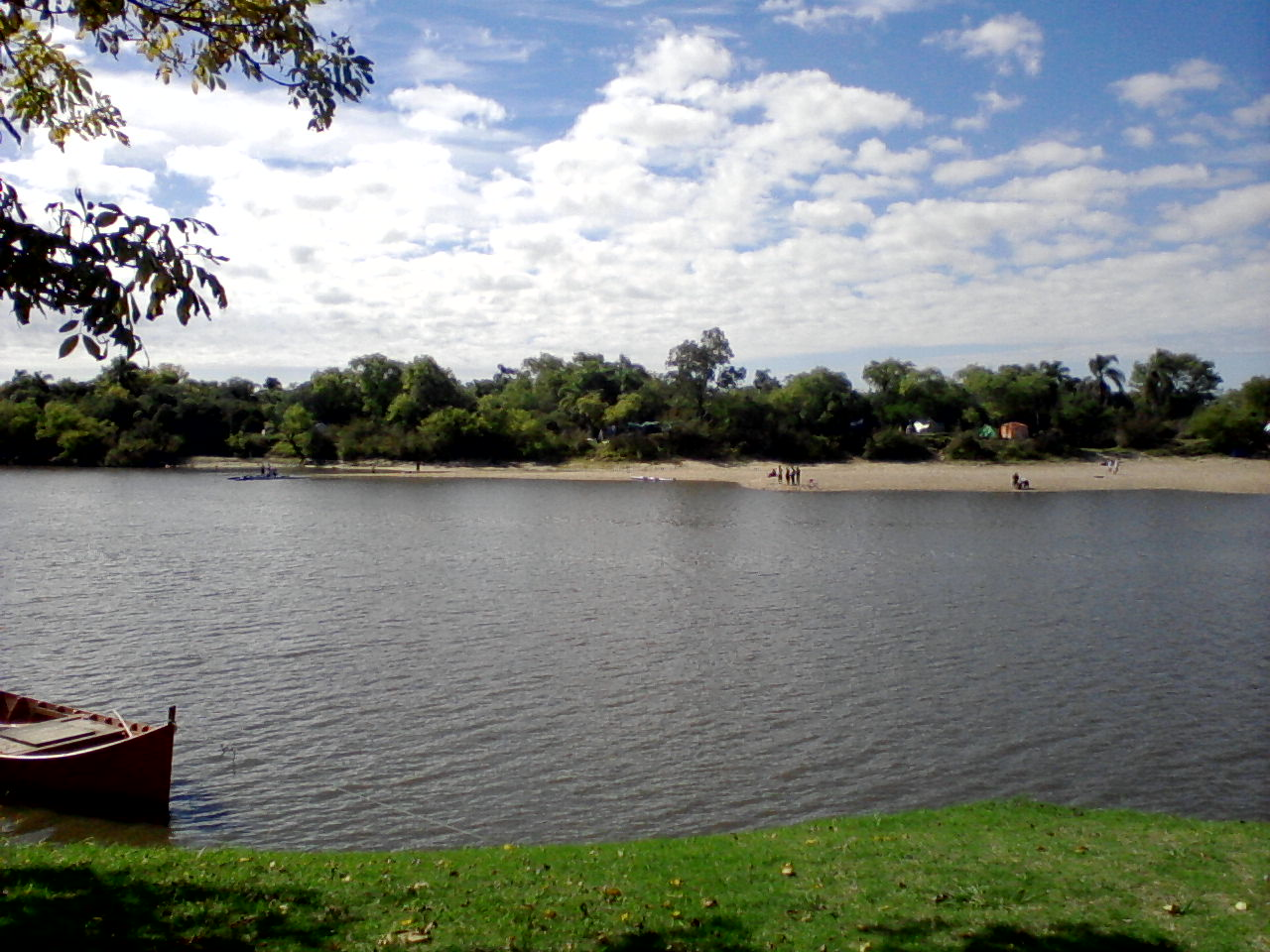
Rio Cebollatí

O rio Cebollatí é um curso de água do Uruguai e afluente da lagoa Mirim. Sua nascente é a Coxilha  Grande, no centro do país, atravessa os departamentos de Lavalleja, Treinta y Tres y Rocha.
Seu  comprimento e de 235 km.